# Carl Adam Petri

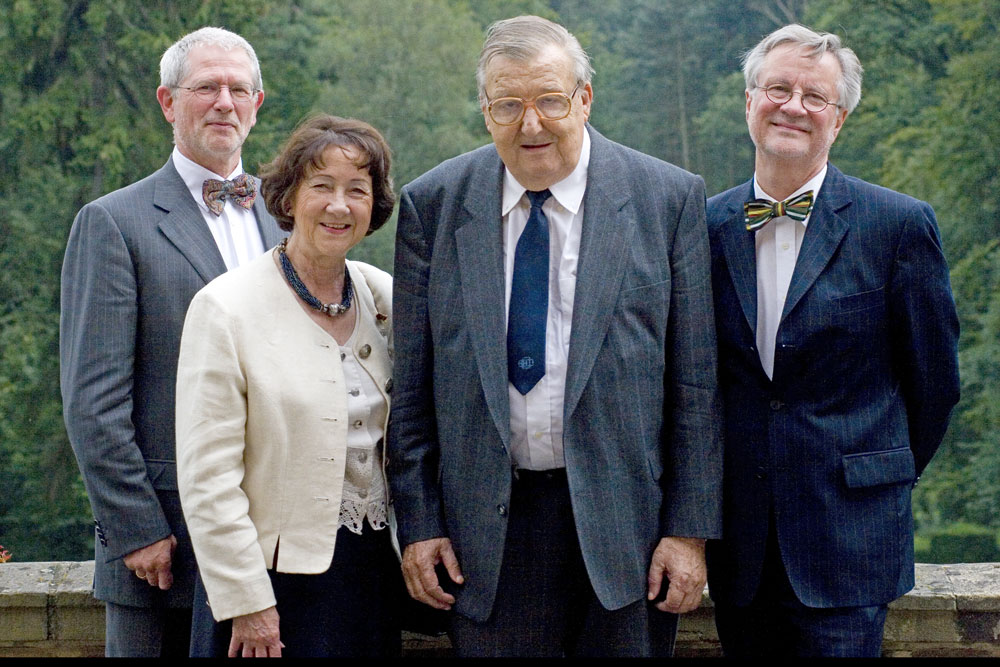
Carl Adam Petri (en el centro), acompañado de Thomas Christaller, Marika Roitzheim y Ulrich Trottenberg.

Carl Adam Petri (Leipzig, 12 de julio de 1926 - 2 de julio de 2010) fue un matemático y científico de la computación alemán. Se considera que fue uno de los descubridores en los años 1960 de las denominadas Redes de Petri que son una representación matemática empleada en el diseño de sistemas distribuidos discretos.
Petri estudió a partir de 1950 Matemáticas en la ciudad de Hannover. Tras su diplomatura en 1956 fue asistente de ciencias en Hannover y Bonn y en 1962 fue elegido doctor en Darmstadt. Se esforzó durante este tiempo en lograr diversas investigaciones sobre computación en Universidad de Bonn y durante los año 1968 hasta 1991 dirigió el Instituto de Cálculo de Sistemas de Información GMD - Forschungszentrum Informationstechnik GmbH. En 1993 fue condecorado con la medalla Konrad Zuse en reconocimiento de sus muchos servicios en el campo de la Informática y la Computación.